# Aliyah (schip, 1945)
De Aliyah (Hebreeuws: עליה: 'Alia') was een in 1945 gebouwde schoener. In 1945 en 1947 deed het onder de Italiaanse vlag dienst in de Aliyah Bet, de illegale immigratie van Joden naar het Mandaatgebied Palestina. De eerste reizen maakte het schip onder de naam Peter. Het schip werd door de Mossad Le'Aliyah Bet voor nevenactiviteiten ingezet onder de naam Albertina.

## Geschiedenis
Het schip de Pietro werd voor de Mossad Le'Aliyah Bet gekocht door Enrico Levi, een Joodse Italiaan die voorheen in de Italiaanse marine had gediend. In de haven van Levanto werd het schip klaargemaakt voor het vervoer van de immigranten door Palyamnikim. Zij kregen hulp van leden van de Ha'Chavura ('De Bende'), een groepering van Joodse soldaten die hadden gediend in het Britse leger.

### Eerste reis
Voor de eerste reis werd het schip omgedoopt in de Peter. Op 12 september 1945 vertrok het schip vanuit Tarente met 171 immigranten, een Palyamnik, een Gideoni (marconist) en een Italiaanse kapitein en bemanning aan boord. Tijdens een hevige storm ging het schip voor anker in Kos. Toen de lokale politie de Peter aanzag voor een smokkelschip nam zij het onder schot. Het schip wist te ontkomen en arriveerde op 19 september in de Palestijnse kustplaats Shefayim. Alle opvarenden werden succesvol aan land gebracht. Diezelfde dag keerde het schip terug naar Italië met elf Palyamnikim en een aantal agenten van de Jewish Agency for Palestina als passagiers.

### Tweede reis
In Italië scheepte de Peter 174 nieuwe immigranten in te Tarente. Op 15 oktober vertrok het naar Palestina. Zowel de Italiaanse bemanning als de Joodse activisten van de vorige reis waren aan boord van het schip. In de avond van 22 oktober kwam de Peter aan in Shefayim en bracht ongemerkt de opvarenden aan land. Deze werden middels lokale lijnbussen in de nabijgelegen nederzettingen ondergebracht. Het was de laatste reis voordat de Britten de Palestine Patrol inzette, een aparte vloot met als doel om de illegale immigratieschepen te onderscheppen.
Nadat de Peter 23 nieuwe Palyamnikim had ingescheept, keerde het terug naar Italië. Onderweg raakte het een rots en moest het in de haven van Bari in Italië worden gerepareerd. Hier werd het op 2 november ontdekt en in beslag genomen door de Britten. Het schip werd na een aantal maanden door agenten van de Mossad Le'Aliyah Bet heroverd, waarna het dienstdeed als de Albertina.

### Derde reis

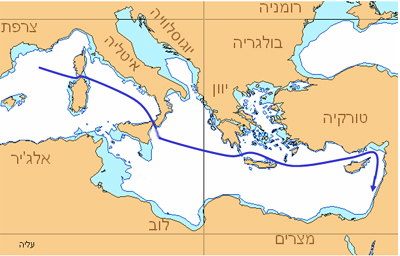
Traject van de Aliyah

In 1947 werd de Albertina in Frankrijk voorbereid voor zijn derde reis in de Aliyah Bet. Het was het eerste illegale immigrantenschip dat na de Exodus 1947 werd ingezet. Door de verscherpte controle kon de organisatie geen reisdocumenten voor de 182 immigranten bemachtigen, zodat deze in het geheim aan boord moesten worden gebracht middels rubberboten. Op 5 november vertrok het schip vanuit Bandol. Het plan was om de opvarenden in de buurt van Palestina over te zetten op het immigrantenschip de Kadima. Toen de schepen op 15 november radiocontact maakten, bleek dat de Kadima al was gespot door de Britten. De Palyamnikim kregen instructies om de reis voort te zetten naar Palestina. Diezelfde dag werd het schip omgedoopt in de Aliyah en strandde het op de kust bij Naharia. De Britten ontdekten het schip toen alle immigranten reeds in bussen waren ondergebracht in de nabijgelegen nederzettingen. De Kadima werd de dag hierop door de Britten onderschept.